# Pedro Barceló
Pedro Barceló, né le 30 avril 1950 à Vinaròs, est un historien hispano-allemand spécialisé en histoire ancienne.

## Biographie
Il est diplômé en histoire et en philologie de l'université de Fribourg en 1976. Il obtient son doctorat en 1980. Par la suite, entre 1982 et 1988, il travaille comme professeur associé à l'université catholique d'Eichstaett (es) où il obtient un second doctorat en 1986, cette fois en histoire ancienne.
De 1979 à 1988, il est également chercheur associé et à partir de 1982 professeur assistant à l'université catholique d'Eichstaett-Ingolstadt.
Entre 1988 et 1990, il est professeur intérimaire d'histoire ancienne aux universités de Heidelberg et d'Eichstätt et professeur invité à l'université d'Afrique du Sud à Pretoria en 1990 et à l'université de Sofia en Bulgarie en 1993.
En 1991, il reçoit le prix de recherche Heisenberg.
Il occupe la chaire d'histoire ancienne à Eichstaett en 1991 et de 1994 à septembre 2015 à l'université de Potsdam.
Il est membre correspondant de l'Académie royale d'histoire en 1995 et Doctorat honoris causa de l'université Jaume I.
Il est directeur d’études à l’École pratique des hautes études à la Sorbonne en 2000, fondateur et codirecteur du groupe de recherche européen POTESTAS depuis 2001, professeur invité à l’université de Florence en 2005, membre de la présidence de la Ernst-Kirsten Gesellschaft entre 2008 et 2010, évaluateur de la Fondation Alexander-von-Humboldt depuis 2010 et membre du comité scientifique de la revue Dialogues d'histoire ancienne de l’université de Besançon en 2011.

## Publications
- (de) Karthago und die Iberische halbinsel vor den Barkiden, 1988.
- (de) avec Gunther Gottlieb (de), Christen und Heiden in Staat und Gesellschaft des zweiten bis vierten Jahrhunderts, Vögel, 1992.
- (de) Basileia, Monarchia, Tyrannis, Franz Steiner Verlag, 1993.
- (de) Grundkurs Geschichte I. Altertum, Weinheim, Athenaeum, 1994, 2e éd. (ISBN 3-7610-7245-7).
- (de) Hannibal, Munich, C.H. Beck, 1998 (ISBN 3-406-43292-1).
- (es) Aníbal de Cartago : Un proyecto alternativo a la formación del Imperio Romano, Madrid, Alianza Editorial, 2000, 280 p. (ISBN 978-8491045953).
- (de) Hannibal. Stratege und Staatsmann, Stuttgart, Klett-Cotta Verlag, 2004 (ISBN 3-608-94301-3).
- (de) Constantius II. und seine Zeit. Die Anfänge des Staatskirchentums, 2004.
- (de) Kleine römische Geschichte, Darmstadt, Primus Verlag, 2005 (ISBN 3-89678-541-9).
- (de) Alexander der Große, Darmstadt, Wissenschaftliche Buchgesellschaft/Primus, 2007 (ISBN 3-89678-610-5).
- (es) Historia de la Hispania romana, 2007.
- (es) Aníbal. Estratega y estadista, La Esfera de los Libros, 2010 (ISBN 9788497349758).
- (es) Alejandro Magno, Madrid, Alianza Editorial, 2011 (ISBN 978-84-206-5350-1).
- (es) avec David Hernández de la Fuente, La Grecia clásica, vol. 7, Barcelone, Historia National Geographic, 2012.
- (de) Das Römische Reich im religiösen Wandel der Spätantike. Kaiser und Bischöfe im Widerstreit, Regensburg, Verlag Friedrich Pustet, 2013 (ISBN 978-3-7917-2529-1).
- (de) avec David Hernández de la Fuente, Historia del pensamiento político griego: teoría y praxis, Madrid, Editorial Trotta, 2014 (ISBN 978-84-9879-540-0).
- (es) avec David Hernández de la Fuente, Breve historia política de la Grecia clásica, Madrid, Escolar y Mayo editores, 2015 (ISBN 978-84-16020-30-0).
- (es) avec David Hernández de la Fuente, Breve historia política del mundo clásico, Madrid, Escolar y Mayo editores, 2017 (ISBN 9788416020973).
- (es) Las Guerras Púnicas, Madrid, 2019.